# Tempestas
|  | Per a altres significats, vegeu «Tempesta». |

Tempestas (en llatí: Tempestas) va ser, segons la mitologia romana, la deessa que personificava les tempestats. Com passa amb altres deïtats que es refereixen al temps, era freqüent la forma plural, Tempestates.
Ciceró va fer algunes consideracions sobre si els fenòmens naturals com ara l'arc de sant Martí o els núvols havien de ser considerats divins, i explicava que els romans havien consagrat com una divinitat la Tempestas. Luci Corneli Escipió va dedicar un temple a les Tempestates l'any 259 aC, segons consta al seu epitafi, encara que Ovidi dona el nom del temple en singular. Corneli Escipió s'havia vist sorprès per una tempesta i va quedar isolat amb la seva flota a Còrsega. Va demanar a la deessa la seva salvació, i per complir el vot va construir el temple. Ovidi diu que es va consagrar el dia 6 de juny, però als Fastos apareix marcat el 23 de desembre.
El temple a la deessa era prop de la Porta Capena, potser proper a la tomba dels Escipions, i tenia veïnatge amb els temples de Mart i de Minerva.
Durant aquells anys es van aixecar diversos temples per reconèixer el valor sagrat de l'aigua a més del temple de la deessa Tempestas. Gai Lutaci Càtul va construir un temple en honor de Juturna, una nimfa marina, a la que havia invocat abans de la batalla de les Egusses contra Hannó II el Gran, al Camp de Mart, i un temple a Fontus construït durant una guerra a Còrsega l'any 231 aC.